# Kilo District
Kilo District (indonesiska: Kecamatan Kilo) är ett distrikt i Indonesien.   Det ligger i kabupatenet Kabupaten Dompu och provinsen Nusa Tenggara Barat, i den centrala delen av landet, 1 300 km öster om huvudstaden Jakarta.